# Храм Александра Невского (Звенигород)
Храм Святого благоверного князя Александра Невского (Александро-Невский храм) — православный храм в городе Звенигороде Московской области. Относится к Одинцовской епархии Русской православной церкви. Объект культурного наследия России регионального значения.

## История

### Дореволюционная
В 1895 году на собраниях городских уполномоченных Звенигорода было принято решение в память об императоре Александре III построить на Вознесенском кладбище часовню во имя святого князя Александра Невского (позднее вместо часовни решено было возвести церковь). Строительство осуществлялось за счёт средств, отпущенных городскими властями, и пожертвований горожан. Церковь строилась в 1898—1901 годах (автор проекта — архитектор Лев Шаповалов) и является образцом популярного в те годы русского стиля. 19 мая 1902 года епископ Можайский Парфений (Левицкий) освятил храм.

### Послереволюционная
Церковь была приписана к храму Вознесения Господня на Нижнем посаде, однако в 1922 году Вознесенский храм был закрыт (и в 1941 году полностью разобран), и к церкви Александра Невского перешёл приход Нижнего посада. Соответственно, настоятель Вознесенского храма иерей Николай (Розанов) (1867—1938) стал проводить службы в церкви Александра Невского. В 1938 году протоиерей Николай был арестован и расстрелян, а осенью того же года церковь была официально закрыта. В 2002 году Николай Розанов был причислен к Собору новомучеников и исповедников Церкви Русской.
С 1938 года в здании бывшей церкви размещались различные учреждения — от женского общежития до звенигородского узла связи. В результате здание было перестроено и утратило первоначальный вид, а на месте центрального купола появилась антенна радиосвязи. В 1950—1960-е годы было разрушено кладбище, на котором располагалась церковь.

### Современная
В 1991 году здание было возвращено Церкви, и вскоре начались богослужения. В 1998 году по благословению митрополита Крутицкого и Коломенского Ювеналия в церкви был освящён второй престол в честь преподобного Саввы Сторожевского.
Во время реконструкции в 1990-х годах здание было оштукатурено, что исказило его первоначальный вид. В 1998 году открыта детская воскресная школа. В 1999—2002 годах строительство храма продолжалось, был возведён новый иконостас. В 2002 году в воскресной школе была открыта библиотека.
14 декабря 2003 года митрополит Крутицкий и Коломенский Ювеналий совершил великое освящение храма. 25 января 2004 года состоялось освящение колоколов для звонницы храма и закладка церковно-приходского дома. С 2012 года в этом доме располагается православная гимназия во имя преподобного Саввы Сторожевского.
15 февраля 2017 года состоялась первая Божественная литургия в новой Петропавловской церкви на территории санатория МВД России. По благословению митрополита Ювеналия Петропавловская церковь приписана к церкви Александра Невского в Звенигороде.

## Духовенство
- Настоятель храма — протоиерей Александр Карлюк
- Игумен Серафим (Доровских)
- Иерей Николай Куренков[7]

## Святыни
- Икона святого благоверного великого князя Александра Невского с частицей мощей
- Икона Божией Матери «Скоропослушница»
- Икона священномученика Николая Звенигородского
- Икона святой мученицы Елисаветы Звенигородской
- Икона Божией Матери
- Икона преподобного Саввы Сторожевского и мощевик
- Икона святого великомученика Феодора Тирона с частицей мощей
- Икона святого праведного Алексия Мечева[8]